# Тітова Валентина Петрівна
Валентина Петрівна Тітова (нар. 12 червня 1948, місто Запоріжжя Запорізької області) — радянська українська діячка, монтажниця Запорізького приладобудівного заводу. Депутат Верховної Ради УРСР 9-10-го скликань.

## Життєпис
Освіта середня спеціальна. У 1965 році закінчила професійно-технічне училище.
З 1965 року — монтажниця Запорізького приладобудівного заводу.
Потім — на пенсії в місті Запоріжжі.

## Нагороди
- ордени
- медалі